# Rugby (borough)
Pour les articles homonymes, voir Rugby.

Localisation du district de Rugby dans le Warwickshire

Rugby est un district non-métropolitain et borough du Warwickshire, en Angleterre.
Le district comprend la ville de Rugby, où siège le conseil de district. Sa population en 2010 est estimée à 94 200 habitants, dont plus de 60 000 habitants vivent à Rugby. Il s'étend de Coventry à l'ouest, aux frontières avec le Northamptonshire et le Leicestershire à l'est. Il jouxte les districts de Warwick au sud-ouest, de Stratford au sud et de Nuneaton and Bedworth au nord-est.
Le district est créé le 1er avril 1974, par le Local Government Act de 1972. Il est issu de la fusion du district municipal de Rugby et du district rural de Rugby. La ville de Rugby a reçu le statut de district urbain en 1894, tandis que le district rural, créé en même temps, couvre la campagne environnante. Les conseils de ces deux districts siégeaient à Rugby.
En 1932, Rugby reçoit le statut de district municipal. Ce district est étendu pour inclure Bilton, Brownsover, Hillmorton et Newbold-on-Avon.

## Source
- (en) Cet article est partiellement ou en totalité issu de l’article de Wikipédia en anglais intitulé « Borough of Rugby » (voir la liste des auteurs).